# ミッキーの悪いやつには負けないぞ!
『ミッキーの悪いやつには負けないぞ!』（ミッキーのわるいやつにはまけないぞ、原題：Mickey's House of Villains）は、2002年9月3日に発売されたアメリカのディズニー・テレビジョン・アニメーションが製作したアニメーション映画（オリジナルビデオ）。
『ハウス・オブ・マウス 〜ミッキーとディズニーのなかまたち〜』のハロウィン・スペシャルで、フック船長、クルエラ、アースラ、ジャファー、ハデスなどディズニー・ヴィランズは、ハウス・オブ・マウスで楽しいパーティーを騒動を巻き起こしていく。
日本では2003年4月18日にブエナ・ビスタ・ホーム・エンターテイメントから日本語吹き替え版のVHS（規格品番：VWSJ-4630）とDVD（規格品番：VWDS-4630）が発売されている。パッケージ裏のキャッチコピーは「ミッキーと、ディズニー最強の悪役軍団がはじめて顔をあわせた!!」。また、2007年10月にトゥーン・ディズニーで放送されている。

## ストーリー
ミッキーたちはハロウィンの日でハウス・オブ・マウスの楽しいパーティーを開催した。ところがジャファーやフック船長をはじめとする悪役たちがハウス・オブ・マウスに登場し、騒動を巻き起こす。ハウス・オブ・マウスを奪還するために、ミッキーと仲間たちで協力して悪役たちに立ち向かう。

## キャスト
| 役名                             | 英語版声優                                                  | 日本語吹替                 |
| -------------------------------- | ----------------------------------------------------------- | -------------------------- |
| ミッキーマウス                   | ウェイン・オルウィン ウォルト・ディズニー（クラシック短編） | 青柳隆志                   |
| ドナルドダック                   | トニー・アンセルモ クラレンス・ナッシュ（クラシック短編）   | 山寺宏一                   |
| ヒューイ                         | トニー・アンセルモ クラレンス・ナッシュ（クラシック短編）   | 坂本千夏                   |
| デューイ                         | トニー・アンセルモ クラレンス・ナッシュ（クラシック短編）   | 坂本千夏                   |
| ルーイ                           | トニー・アンセルモ クラレンス・ナッシュ（クラシック短編）   | 坂本千夏                   |
| グーフィー                       | ビル・ファーマー ピント・コルヴィグ（クラシック短編）       | 島香裕                     |
| ミニーマウス                     | ルシー・テイラー                                            | 水谷優子                   |
| クララベル・カウ                 | エイプリル・ウィンチェル                                    | 水谷優子                   |
| デイジーダック                   | トレス・マクニール                                          | 土井美加                   |
| ハートの女王                     | トレス・マクニール                                          | 磯辺万沙子                 |
| アトロポス                       | トレス・マクニール                                          | 磯辺万沙子                 |
| サイ                             | トレス・マクニール                                          | ?                          |
| アム                             | トレス・マクニール                                          | ?                          |
| マックス                         | ?                                                           | 三木眞一郎                 |
| アラジン                         | スコット・ウェインガー                                      | 三木眞一郎                 |
| ジャファー                       | ジョナサン・フリーマン                                      | 宝田明                     |
| クルエラ                         | スザンヌ・ブレイクスリー                                    | 一城みゆ希                 |
| フック船長                       | コーリー・バートン                                          | 内田直哉                   |
| チェルナボーグ                   | コーリー・バートン                                          | 郷里大輔                   |
| オハラ署長                       | コーリー・バートン                                          | 峰恵研                     |
| グーフィー・シリーズのナレーター | コーリー・バートン                                          | 堀内賢雄                   |
| セールスマン                     | ジェフ・ベネット                                            | 堀内賢雄                   |
| 海賊                             | ジェフ・ベネット                                            | ?                          |
| アースラ                         | パット・キャロル                                            | 森公美子                   |
| ハデス                           | 台詞：ジェームズ・ウッズ 歌：ロブ・ポールセン               | 嶋田久作                   |
| イアーゴ                         | ギルバート・ゴットフリード                                  | 大川透                     |
| ビッグ・バッド・ウルフ           | ジム・カミングス                                            | 内田直哉                   |
| カー                             | ジム・カミングス                                            | 八代駿                     |
| エド                             | ジム・カミングス                                            | 原語版流用                 |
| ビースト                         | ロビー・ベンソン                                            | 原語版流用                 |
| ゴリラのアジャックス             | ジミー・マクドナルド                                        | 原語版流用                 |
| ベルゼブブ                       | ジミー・マクドナルド                                        | 原語版流用                 |
| マレフィセント                   | ロイス・ネットルトン                                        | 沢田敏子                   |
| ペイン                           | ボブキャット・ゴールドスウェイト                            | ?                          |
| パニック                         | マット・フリューワー                                        | ?                          |
| 背の低いお化け                   | ビリー・ブレッチャー                                        | 茶風林                     |
| お化け                           | ジャック・バーグマン ドン・ブロディー ハリー・スタントン    | 塚田正昭 星野充昭 坂東尚樹 |
| 魔女のヘイゼル                   | ジューン・フォーレイ                                        | 定岡小百合                 |
| マイク                           | ロッド・ロディ                                              | 山寺宏一                   |
| ナレーター                       | ジョン・クリーズ                                            | 中村正                     |
| ジャック・オー・ランタン         | サール・レイブンズクロフト                                  | ?                          |

## 短編エピソード
◎は『ミッキーマウス・ワークス』のエピソード。
1. ドナルドの魔法使い（1952年）
2. ミッキーの機械じかけの家（英語版）（1999年）◎
3. 家にとりつく方法（1999年）◎
4. ミッキーのお化け退治（1937年）
5. グーフィーの魔法のダンス（1999年）◎
6. ドナルドとゴリラ（1944年）
7. 恐怖のハロウィン（2000年）◎
8. ミッキーのヘンゼルとグレーテル（1999年）◎

## テーマ曲
- 「楽しいハロウィン」（ミュージッククリエイション）
- 「おどる魔法の足」（歌：ジューン・フォーレイ（英語版）定岡小百合（日本語吹替））
- 「悪役の館」（歌：ジョナサン・フリーマン、スザンヌ・ブレイクスリー、パット・キャロル、コーリー・バートン、ロブ・ポールセン、ロイス・ネットルトン、ジム・カミングス、トレス・マクニール（英語版）宝田明、一城みゆ希、森公美子、内田直哉、島田久作、沢田敏子、郷里大輔、八代駿、磯辺万沙子、ミュージッククリエイション（日本語吹替））

## 映像特典
- ディズニー名場面集 「危機一髪」編（ハウス・ミックス -音楽と効果音-、ヴィランズ・ミックス -効果音のみ-）
- ゲーム「運命のルーレット」

## スタッフ
- 監督：ジェミー・ミッシェル（英語版）、ロバート・ガーナウェイ、トニー・クレイグ、リック・カラバッシュ（英語版）、マイク・ムーン
- 脚本：トーマス・ハート、ケヴィン・キャンベル、エリザベス・ストーンサイファー、ロバート・ガーナウェイ、ヘンリー・ギルロイ（英語版）、ジャイムン・マゴン（英語版）
- 製作：メリンダ・レディガー
- 音楽：ランディ・ピーターソン、ケビン・クウィン、ステファン・ジェームス・テイラー

## 日本語版制作スタッフ
- 演出：清水洋史、小山悟、木村絵理子、向山宏志
- 翻訳・訳詞：佐藤恵子、荒木小織
- 音楽演出：深澤茂行
- 録音・調整：オムニバス・ジャパン、KSSスタジオ
- 録音制作：（株）東北新社
- 制作監修：山本千絵子
- 日本語版制作：DISNEY CHARACTER VOICES INTERNATIONAL, INC.